# 古德曼山
75°14′S 72°14′W / 75.233°S 72.233°W
古德曼山（英語：Mount Goodman），是南極洲的山峰，位於埃爾斯沃思地，屬於貝倫特山脈的一部分，美國地質調查局根據測量和美國海軍拍攝的空中照片繪入地圖，現時由南極條約體系管理。